# Log, Sevnica
Log je naselje v Občini Sevnica.
Log je v jedru gručasto naselje v dolini reke Save, ki leži na ravnini na desnem bregu reke, ob cesti Radeče – Krško, vzhodno od Boštanja. Nadmorska višina kraja je 181m. Po slemenih in pobočjih skrajnega severnega dela Krškega gričevja so razloženi vinogradniški zaselki Goli Vrh, Reber in Cerov Breg. Spada v Sevniško občino in v krajevno skupnost Boštanj. Na ravnini med Savo in glavno cesto ter nad njo so polja, na osojah na gričevju pa prevladuje gozd. Na polju pod cesto so zanimivi kozolci. V bližini vasi so do leta 1890 kopali svinčevo rudo, danes pa je jugozahodno od jedra večji kamnolom. Vas šteje okoli 240 prebivalcev. Kraj ima okoli 90 družinskih hiš. Površina je okoli 286 HA. Prebivalci so povečini zaposleni v sevniških tovarnah in v Krškem. Cerkev sv. Križa ima še romansko ladjo s portalom iz istega obdobja. Okoli cerkve je pokopališče. V naselju je športno igrišče, večnamenski dom.